# Prothema liciata
Prothema liciata là một loài bọ cánh cứng trong họ Cerambycidae.